# Campionati mondiali di canoa/kayak slalom 2019
I Campionati mondiali di canoa/kayak slalom 2019 sono stati la 40ª edizione della manifestazione. Si sono svolti per la terza volta, dopo le edizioni 1999 e 2009, a La Seu d'Urgell, in Spagna, dal 25 al 29 settembre 2019.
L'evento è servito anche come qualificazione europea per le Olimpiadi estive 2020 (posticipate al 2021) di Tokyo.

## Medagliere
| Pos.   | Paese         | Oro | Argento | Bronzo | Totale |
| ------ | ------------- | --- | ------- | ------ | ------ |
| 1      | Rep. Ceca     | 2   | 2       | 2      | 6      |
| 2      | Spagna        | 1   | 4       | 1      | 6      |
| 3      | Australia     | 1   | 2       | 0      | 3      |
| 4      | Slovenia      | 1   | 0       | 1      | 2      |
| 5      | Germania      | 1   | 0       | 0      | 1      |
| 5      | Slovacchia    | 1   | 0       | 0      | 1      |
| 5      | Francia       | 1   | 0       | 0      | 1      |
| 5      | Gran Bretagna | 1   | 0       | 0      | 1      |
| 9      | Polonia       | 0   | 1       | 1      | 2      |
| 10     | Russia        | 0   | 0       | 2      | 2      |
| 11     | Austria       | 0   | 0       | 1      | 1      |
| 11     | Nuova Zelanda | 0   | 0       | 1      | 1      |
| Totale | Totale        | 9   | 9       | 9      | 27     |

## Podi

### Uomini
| Evento        | Oro                                                         | Perform. | Argento                                               | Perform. | Bronzo                                                    | Perform. |
| Canoa         |                                                             |          |                                                       |          |                                                           |          |
| C-1           | Cédric Joly                                                 | 90,84    | Ander Elosegi                                         | 91,35    | Luka Božič                                                | 91,92    |
| C-1 a squadre | Slovacchia Matej Beňuš Alexander Slafkovský Michal Martikán | 94,38    | Spagna Ander Elosegi Miquel Travé Luis Fernández      | 97,43    | Russia Kiril Setkin Dmitri Jramtsov Pável Kótov           | 98,62    |
| K-1           | Jiří Prskavec                                               | 84,26    | David Llorente Vaquero                                | 85,96    | Joan Crespo                                               | 87,22    |
| K-1 a squadre | Spagna Samuel Hernanz David Llorente Vaquero Joan Crespo    | 89,97    | Rep. Ceca Vavřinec Hradilek Vít Přindiš Jiří Prskavec | 90,86    | Polonia Dariusz Popiela Krzysztof Majerczak Michał Pasiut | 93,69    |

### Donne
| Evento        | Oro                                                         | Perform. | Argento                                                        | Perform. | Bronzo                                                   | Perform. |
| Canoa         |                                                             |          |                                                                |          |                                                          |          |
| C-1           | Andrea Herzog                                               | 100,52   | Jessica Fox                                                    | 101,46   | Nadine Weratschnig                                       | 106,45   |
| C-1 a squadre | Australia Jessica Fox Noemie Fox Rosalyn Lawrence           | 117,97   | Spagna Núria Vilarrubla Klara Olazabal Ainhoa Lameiro          | 121,72   | Rep. Ceca Tereza Fišerová Eva Říhová Kateřina Havlíčková | 124,48   |
| Kayak         |                                                             |          |                                                                |          |                                                          |          |
| K-1           | Eva Terčelj                                                 | 94,27    | Jessica Fox                                                    | 94,69    | Luuka Jones                                              | 94,77    |
| K-1 a squadre | Gran Bretagna Mallory Franklin Kimberley Woods Fiona Pennie | 103,96   | Rep. Ceca Kateřina Kudějová Veronika Vojtová Amálie Hilgertová | 104,16   | Russia Yekaterina Perova Marta Kharitonova Alsu Minazova | 104,19   |

### Misto
| Evento | Oro                                  | Perform. | Argento                                  | Perform. | Bronzo                               | Perform. |
| Canoa  |                                      |          |                                          |          |                                      |          |
| C-2    | Rep. Ceca Tereza Fišerová Jakub Jáně | 109,65   | Polonia Aleksandra Stach Marcin Pochwała | 113,36   | Rep. Ceca Veronika Vojtová Jan Mašek | 114,57   |